# Sojus TMA-17M
Sojus TMA-17M ist eine Missionsbezeichnung für den Flug des russischen Raumschiffs Sojus zur Internationalen Raumstation. Im Rahmen des ISS-Programms trägt der Flug die Bezeichnung ISS AF-43S. Es war der 43. Besuch eines Sojus-Raumschiffs an der ISS und der 149. Flug im Sojusprogramm.

## Besatzung

### Hauptbesatzung
- Oleg Dmitrijewitsch Kononenko (3. Raumflug), Kommandant (Russland/Roskosmos)
- Kimiya Yui (1. Raumflug), Bordingenieur (Japan/JAXA)
- Kjell Lindgren (1. Raumflug), Bordingenieur (USA/NASA)

### Ersatzmannschaft
- Juri Iwanowitsch Malentschenko (6. Raumflug), Kommandant (Russland/Roskosmos)
- Timothy Peake (1. Raumflug), Bordingenieur (Vereinigtes Königreich/ESA)
- Timothy Kopra (2. Raumflug), Bordingenieur (USA/NASA)

## Missionsbeschreibung
Die Mission brachte drei Besatzungsmitglieder der ISS-Expeditionen 44 und 45 zur Internationalen Raumstation.
Der Start war ursprünglich für den 26. Mai 2015 geplant. Nach dem Fehlstart des Raumtransporters Progress M-27M wurde der Start auf den 22. Juli 2015 verschoben, um zuerst einen weiteren Progress-Transporter zu testen.
Nach Erreichen der Umlaufbahn entfaltete sich nur einer der beiden Solarzellenausleger, was für den Anflug an die ISS jedoch keine Konsequenzen hatte. Kurz vor der Ankopplung löste sich dann der verklemmte Ausleger und entfaltete sich wie geplant. Ein ähnliches Problem war im September 2014 bei Sojus TMA-14M aufgetreten.
Das Abdocken erfolgte schließlich am 11. Dezember 2015 um 9:49 UTC, damit begann auf der Station die ISS-Expedition 46 mit Scott Kelly als Kommandanten. Die Landung erfolgte am selben Tag um 13:12 UTC 132 km nordöstlich von Scheskasgan in der kasachischen Steppe. Es war die erste Nachtlandung seit Sojus TMA-05M im November 2012.

## Galerie

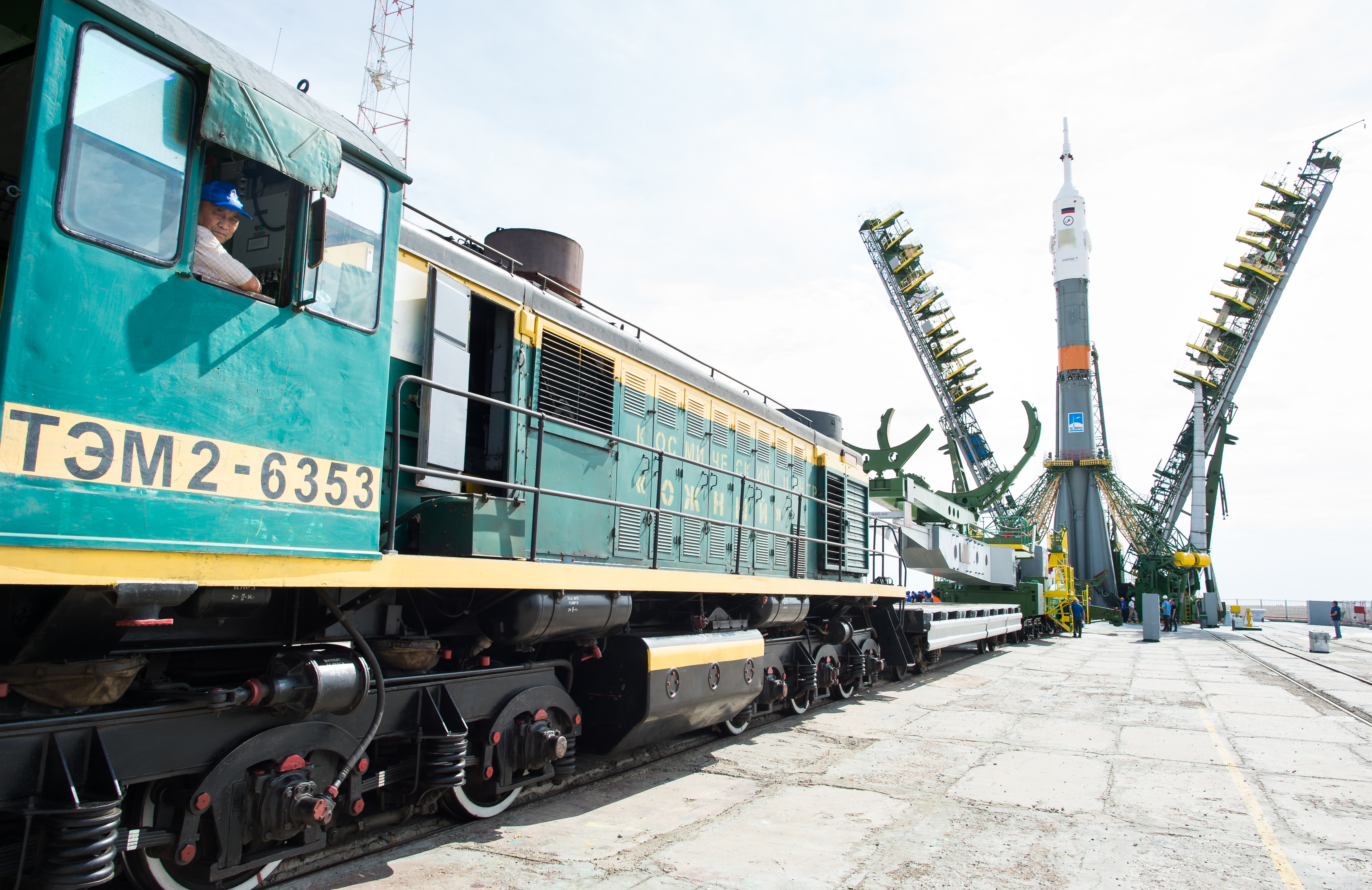
Der Rollout der Rakete am 20. Juli 2015
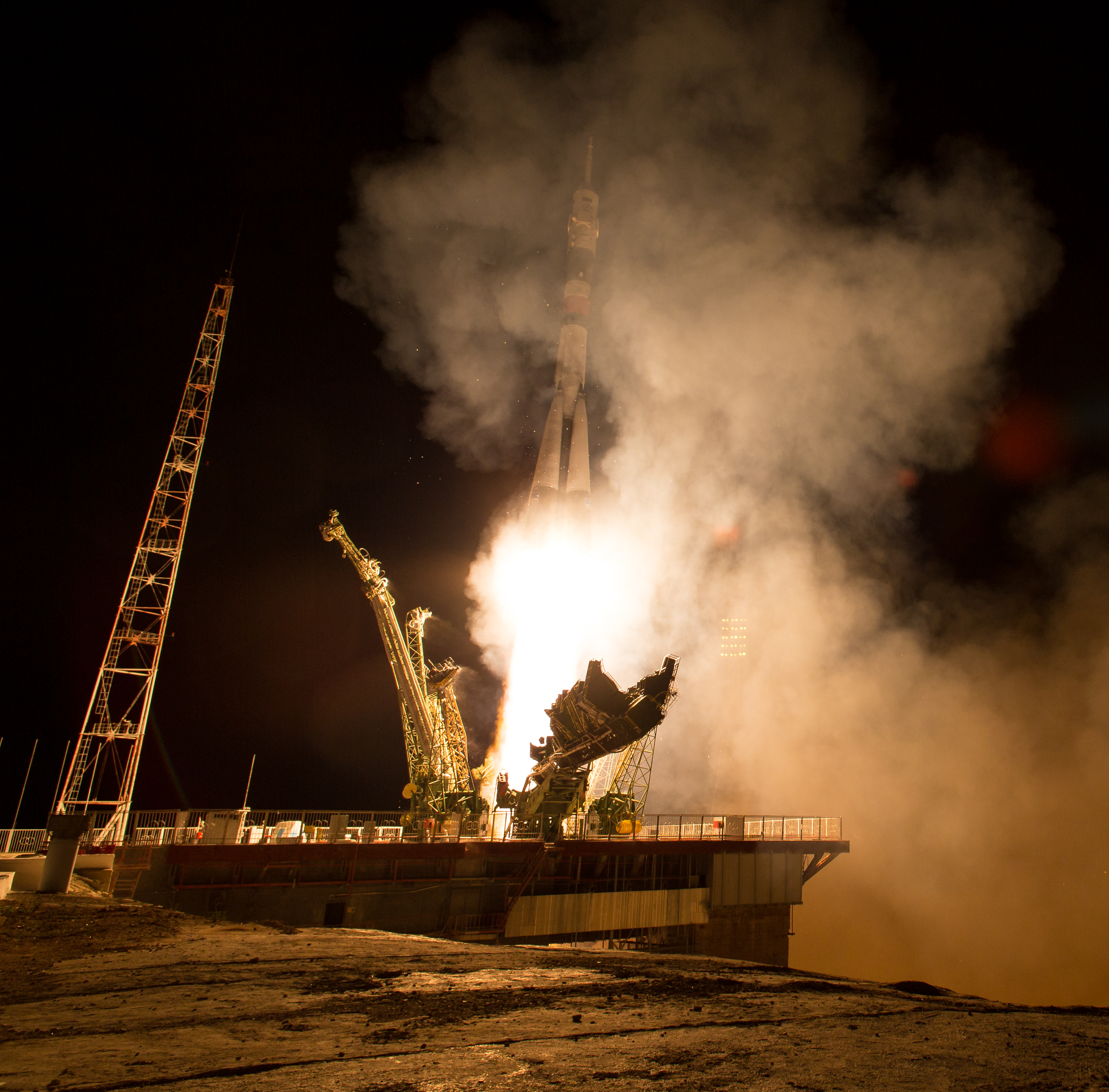
Der Start am 22. Juli
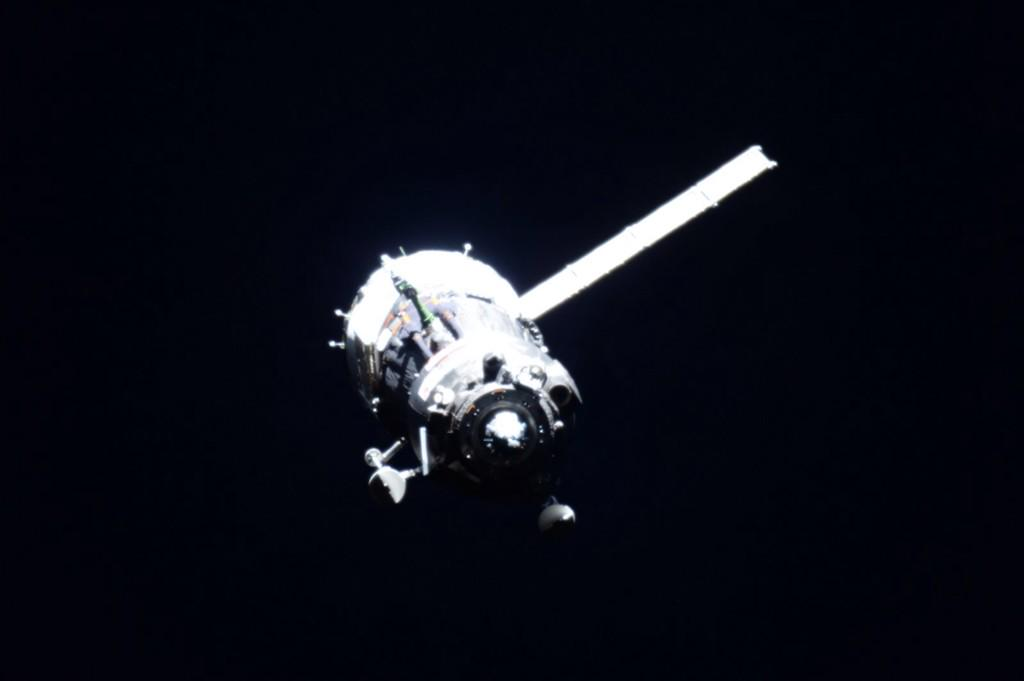
Das Raumschiff kurz vor dem Docken am 23. Juli
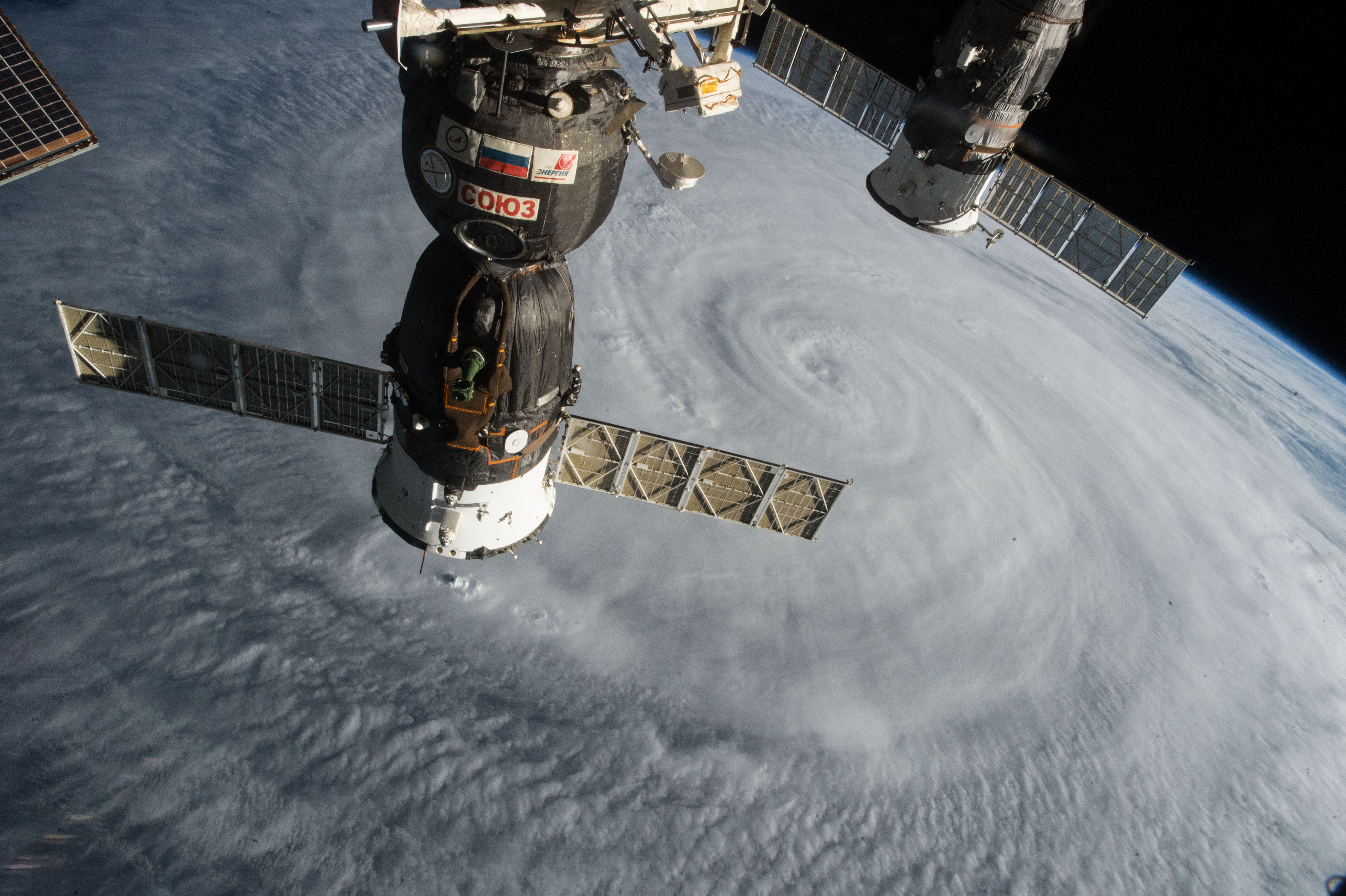
Das Raumschiff an der ISS zusammen mit Taifun Soudelor am 5. August
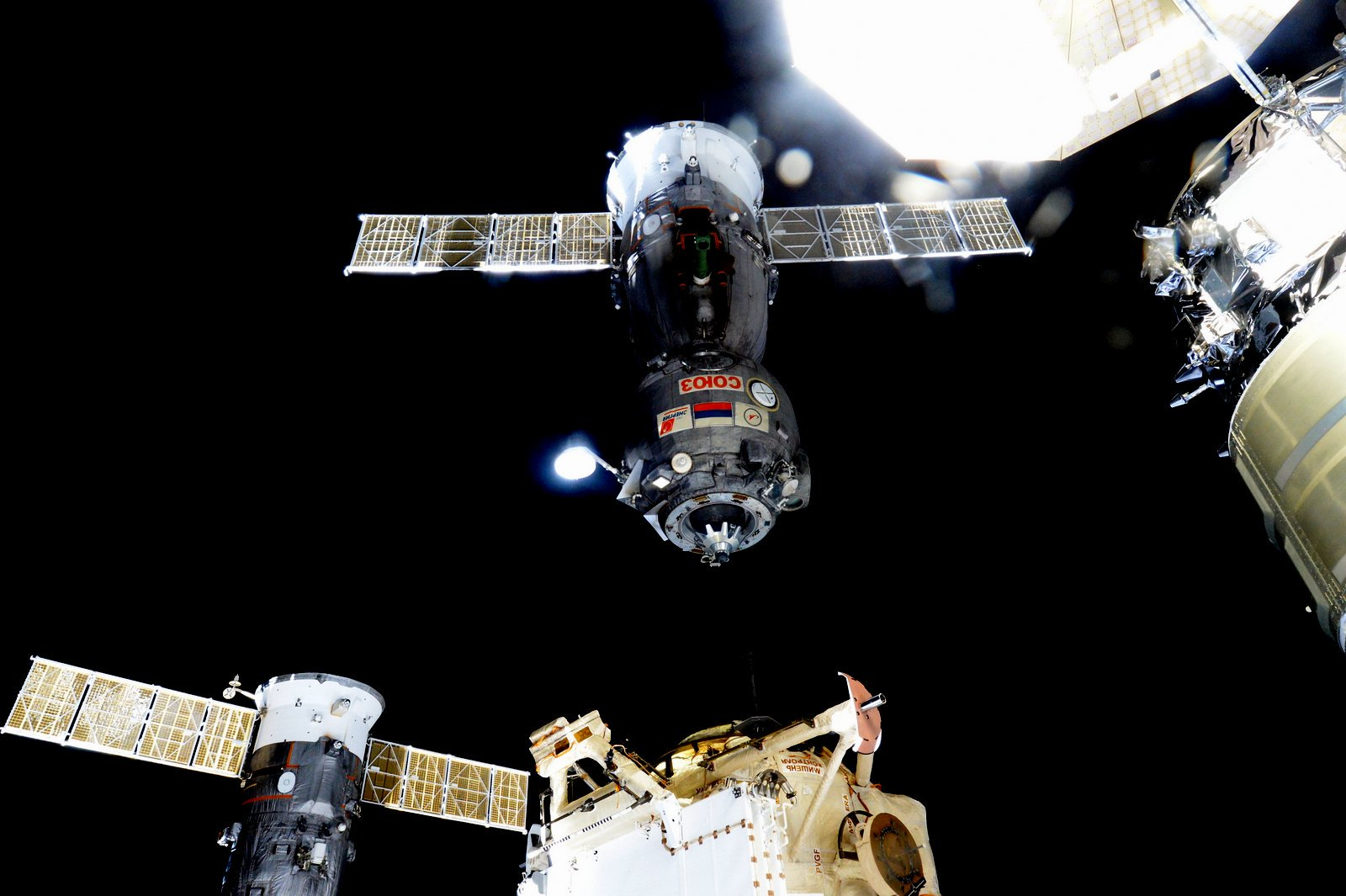
Nach dem Abdocken am 11. Dezember
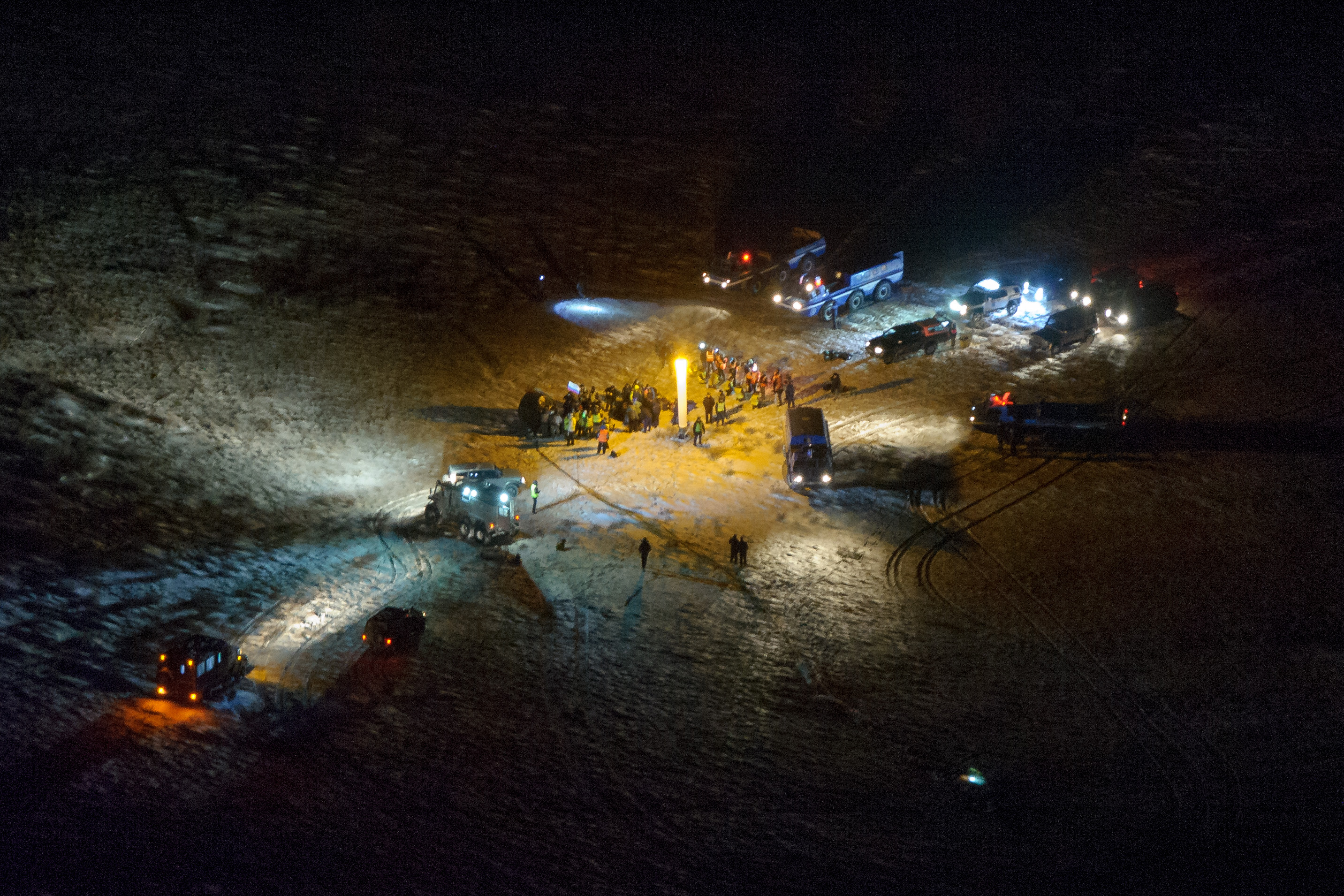
Der ausgeleuchtete Landeplatz der Kapsel